# Епифаније Кипарски
Свети Епифаније Саламински (око 310/320—403) је био епископ Саламине и метрополит кипарски на крају 4. века. Сматра се црквеним оцем. Стекао је репутацију једног од најватренијих бранилаца хришћанског правоверја, а најпознатији је по састављању великог прегледа свих јереси које су се развиле до његовог доба; цитати у том тексту у многим случајевима представља једине информације о од Цркве забрањених и уништених књига.
Рођен је као Јеврејин, али поверовао је у Христа и крстио се заједно са својом сестром Калитропијом. У двадесет шестој години се замонашио у манастиру светог Илариона. Доцније је основао засебан манастир, где се прочуо по целој Палестини и по Мисиру због свог подвижништва, духовне мудрости, и чудотворства. Бежећи од славе, удаљио се у Мисир. На путу се срео са великим Пафнутијем, који му је прорекао, да ће бити архијереј на острву Кипру. И заиста, после више деценија дошао је Епифаније на Кипар, где је изненадно изабран за епископа. У шездесетој години постао је епископ у граду Саламини, и као епископ управљао је црквом педесет пет година. Живео је сто петнаест година. Пред смрт је позван у Цариград од цара Аркадија и жене му Евдоксије на сабор епископа, који је требало по жељи царевој и царичиној да осуди Светог Јована Златоустог. Када је дошао у Цариград, он је отишао у двор царев, где су га цар и царица дуже задржали наговарајући га да се изјасни против светог Јована Златоустог. Свети Јован Златоусти је дознао да се Свети Епифаније сагласио са царем против њега, зато му је написао писмо: "Брате Епифаније, чух да си саветовао цара, да се ја прогнам; знај да и ти више нећеш видети престола твога". На то му Свети Епифаније отписа: „Страдалниче Јоване, одолевај увредама; знај да и ти нећеш стићи до места, у које те прогоне". - И оба ова светитељска пророчанства су се убрзо обистинила: не хотећи се сагласити нипошто с царем на прогонство светог Јована Златоустог, Свети Епифаније је кришом сео у лађу и пошао за Кипар, међутим на лађи је умро; а светог Јована Златоустог отера цар у прогонство у Јерменију; али је и он успут умро. Свети Епифаније је преминуо 403. године. Од многих дела светог Епифанија најпознатије је "Ковчежић" у којем је изложено и побијено осамдесет јереси.
Српска православна црква слави га 12. маја по црквеном, а 25. маја по грегоријанском календару.